# Kopyly
Kopyly (ukrainisch Копили; russisch Копылы) ist ein Dorf in der ukrainischen Oblast Poltawa mit 2525 Einwohnern (2001).

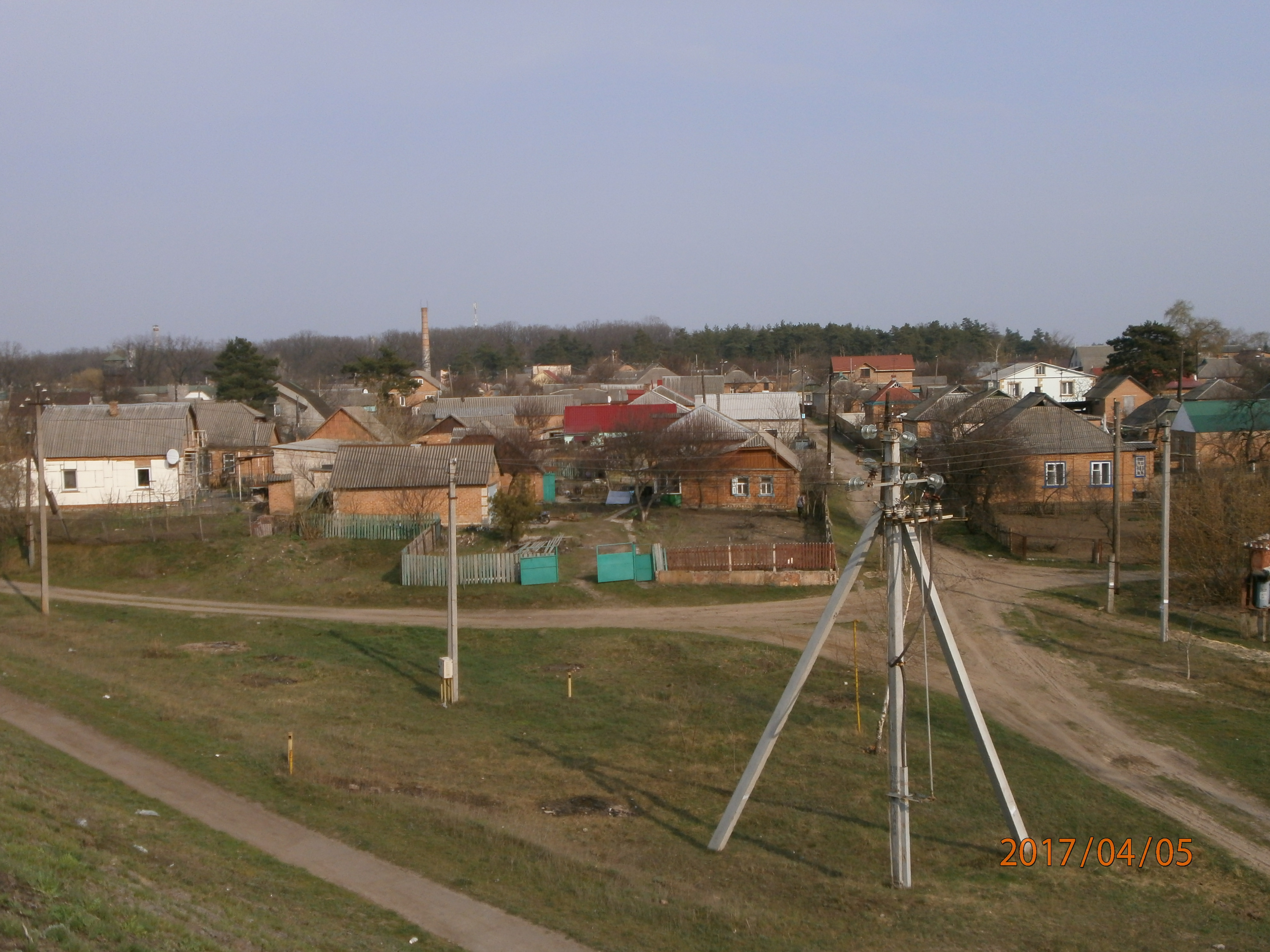
Blick auf den Ort

Das Dorf liegt 3 km südöstlich der Stadt Poltawa an der Fernstraße E 40 und an der Bahnstrecke Poltawa–Rostow.
Am 10. Juli 2017 wurde das Dorf ein Teil der neugegründeten Landgemeinde Tereschky, bis dahin war es Teil der gleichnamigen Landratsgemeinde Tereschky (Терешківська сільська рада/Tereschkiwska silska rada) im östlichen Zentrum des Rajons Poltawa.